# Pavel Piniguin
Pavel Piniguin (República de Sajá, Unión Soviética, 12 de marzo de 1953) es un deportista soviético retirado especialista en lucha libre olímpica donde llegó a ser campeón olímpico en Montreal 1976.

## Carrera deportiva
En los Juegos Olímpicos de 1976 celebrados en Montreal ganó la medalla de oro en lucha libre olímpica de pesos de hasta 68 kg, por delante del luchador estadounidense Lloyd Keaser (plata) y del japonés Yasaburo Sugawara (bronce).